# HD 73267 b
HD 73267 b — газовый гигант, вращающийся вокруг жёлтого карлика HD 73267. Открыт HARPS методом доплеровской спектроскопии в 2008 году.